# Odão de Thoire
Odão de Thoire nasceu a 1354 e morreu em 1414. Casou-se em 1388 com  Alice de Baux.

## Títulos
Senhor de  Thoire et Villars  nasceu em 1354 e morreu em 1414. Conhecido em Francês como Odão ou Eudes, é filho de Humberto VI de Thoire-Villars  e de Joana de Villars. 
Gentil-homem dos condes de Saboia, governador de Nice e entre outros títulos também conde de Genebra, além de Capitão-General do Antipapa Clemente VII.

## Casamento
O casamento teve lugar em 1388 com Alice de Baux, neta de Guilherme III de Beaufort, que queria à força fazer um casamento com um membro da família papal. A ideia era de recuperar a fortaleza de Baux que tinha passado a Rogério de Baux, mas o estratagema não funcionou .

## Capitão de Clemente VII
Para o Antipapa Clemente VII, a maior avantajem de Odão era o facto de ser seu meio-primo ("cousins germains") de Humberto VII de Thoire, marido da sua irmão Maria de Genebra.

## Nice e Genebra
Entre 1396-1399, põe-se ao serviço de Amadeu VIII de Saboia que o nomeia  governador de Nice. Entra em conflito com a Casa de Grimaldi que lhe trará problemas, mas para sua sorte Clemente VII que havia herdado o Condado de Genebra enquanto que Roberto II de Genebra, passa essa sucessão a Humberto VII de Thoire que a receberá deste seu sobrinho.
Infelizmente para a casa de Genebra, e para entrar em graça com o Condado de Saboia, Odão cede-lhes a 5 Ago. 1401 os direitos do condado a Amadeu VIII de Saboia por 45 000 florins de ouro. .
| Antecessor             | Odão de Thoire (1342- †1414) | Sucessor           |
| ---------------------- | ---------------------------- | ------------------ |
| Humberto VII de Thoire | Conde de Genebra 1400- 1402  | Amadeu V de Saboia |